# Paramètre hybride
Pour les articles homonymes, voir Paramètre (homonymie).
Les paramètres hybrides sont une des multiples représentations possibles pour un quadripôle en électronique.
Si l'on considère :
- v1, tension d'entrée ;
- v2, tension de sortie ;
- i1, courant d'entrée ;
- i2, courant de sortie

(I1 et I2 sont tous deux entrants, c'est-à-dire dirigés vers le quadripôle),
alors on en déduit les paramètres hybrides Hij suivants :
- v1 = h11 i1 + h12 v2 ;
- i2 = h21 i1 + h22 v2.

Il est alors possible d'exprimer les paramètres sous forme d'une matrice reliant le vecteur (v1, i2) à (i1, v2).